# 雲興里站
雲興里站（韓語：운흥리역）是朝鮮民主主義人民共和國平安南道价川市的一個鐵路車站，属于价川线。

## 邻近车站
价川线
延豐站 - 雲興里站 - 价川站